# HBO Xtreme
HBO Xtreme (anteriormente conocido como Max Prime) es un canal de televisión por suscripción premium latinoamericano que forma parte del paquete de canales HBO.

## Historia
Inició sus transmisiones el 31 de octubre de 2003 bajo el nombre de Max Prime, enfocado al público masculino adulto con película del género de acción, terror y suspenso. Cerca del horario de la medianoche emitía contenidos softcore en la franja Hot by Max Prime, pero a mediados de 2018 la franja desapareció.
El 1 de enero de 2019, HBO retiró la señal Oeste de su oferta de canales, dejando solamente la señal Este. El 1 de febrero de 2020, el canal cambió de nombre a HBO Xtreme. El cambio se produjo antes del lanzamiento en Latinoamérica de la plataforma de streaming, HBO Max, lo que también coincidió con la disolución de HBO Latin America Group.

## Programación
HBO Xtreme emite películas del género acción, terror y suspenso, producidas por las empresas cinematográficas asociadas a la cadena HBO, como Columbia Pictures, Warner Bros. Entertainment, Sony Pictures Entertainment, New Line Cinema, Universal Pictures (excepto Brasil), y demás empresas independientes.

## Logotipos

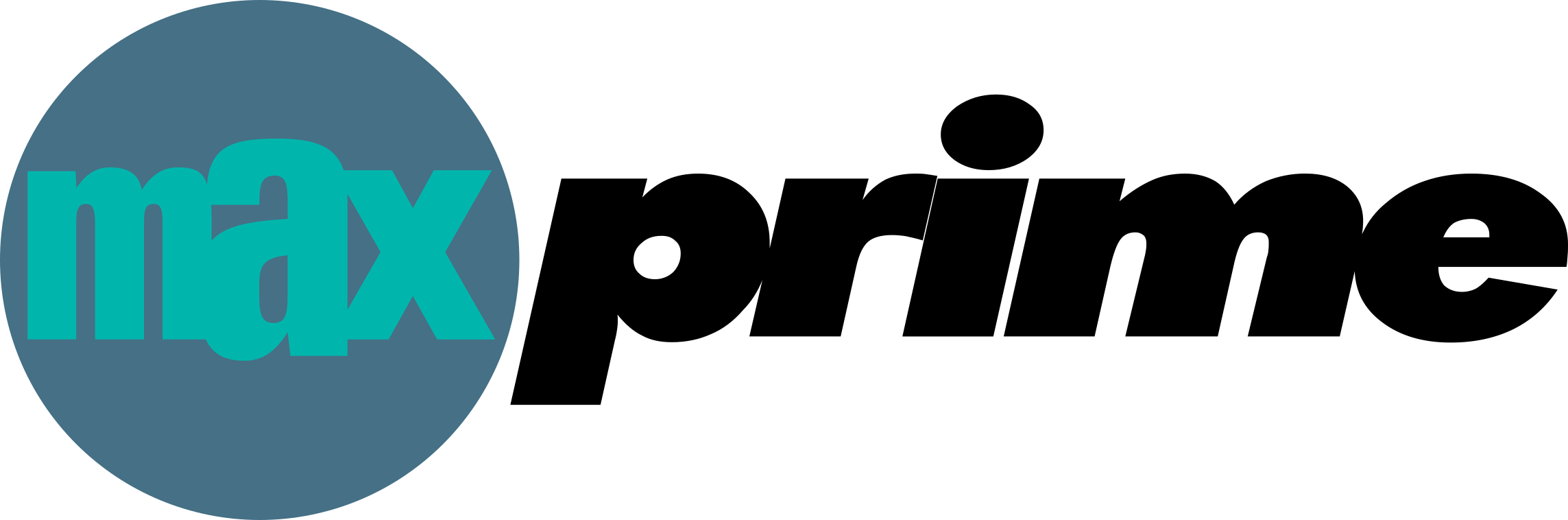
2003-2010
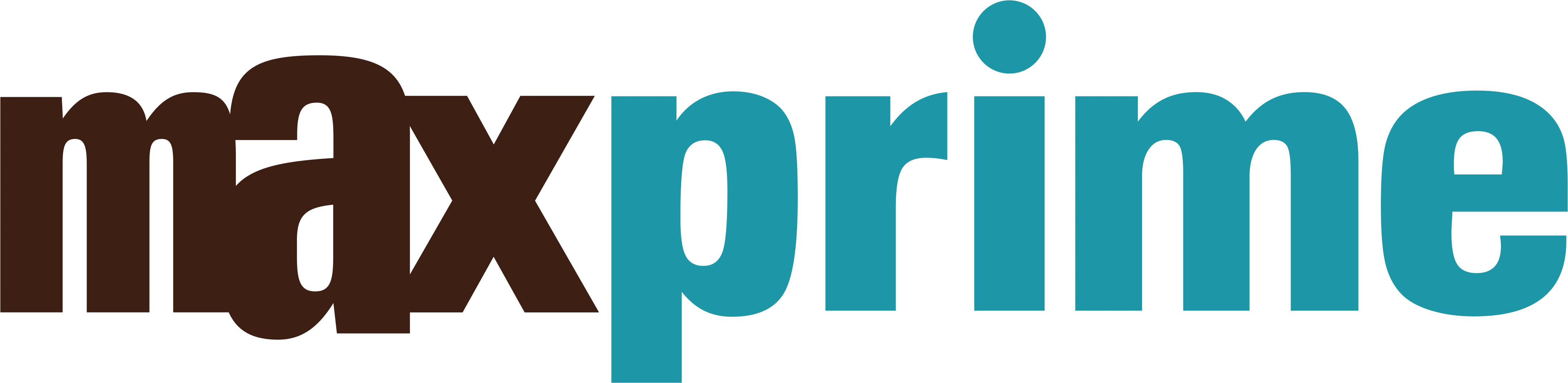
2010-2012
2012-2020
Desde 2020